# Kazchi-Säule

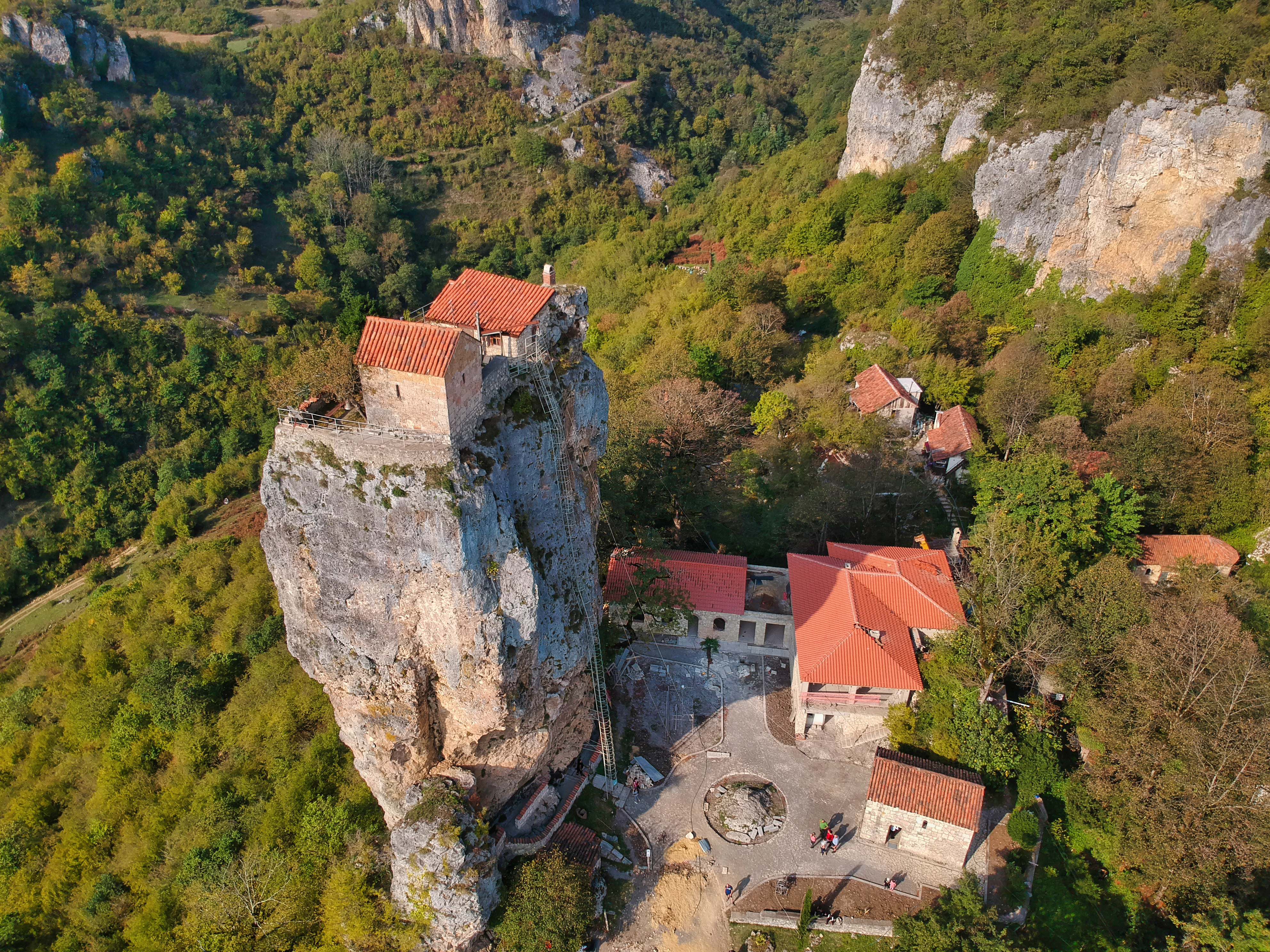
Schrägluftbild der Kazchi-Säule und umliegender Gebäude von Südosten (2019)

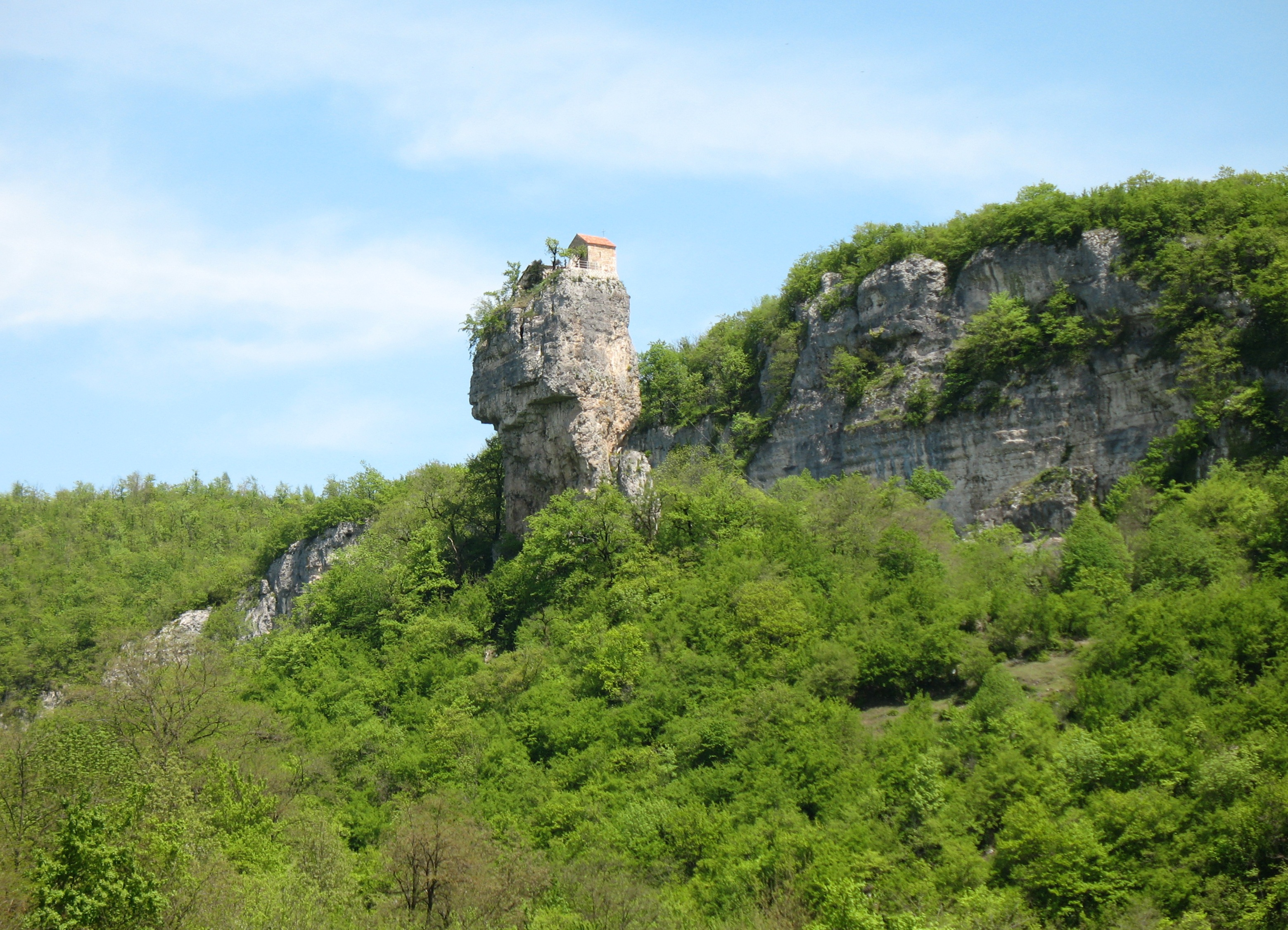
Kazchi-Säule von Südwesten (2009), mit deutlich erkennbarem Überhang im oberen Teil der Westseite. Dahinter (rechts im Bild besonders gut zu erkennen) der Steilhang der östlichen Talflanke, aus der die Klippe durch Erosion und Verwitterung herauspräpariert wurde und bis heute erhalten geblieben ist.

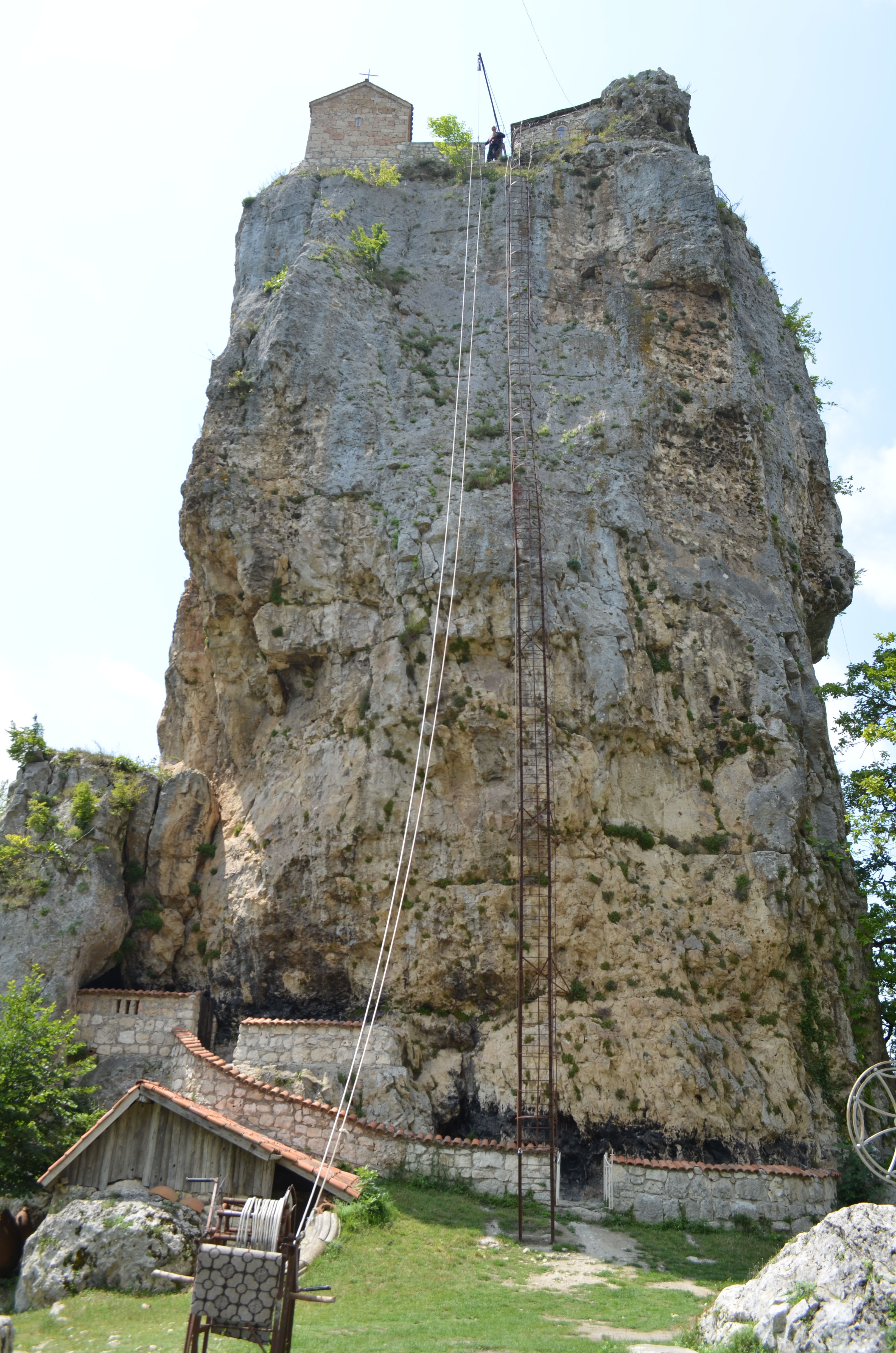
Eisenleiter und Aufzug an der Ostseite (2013)

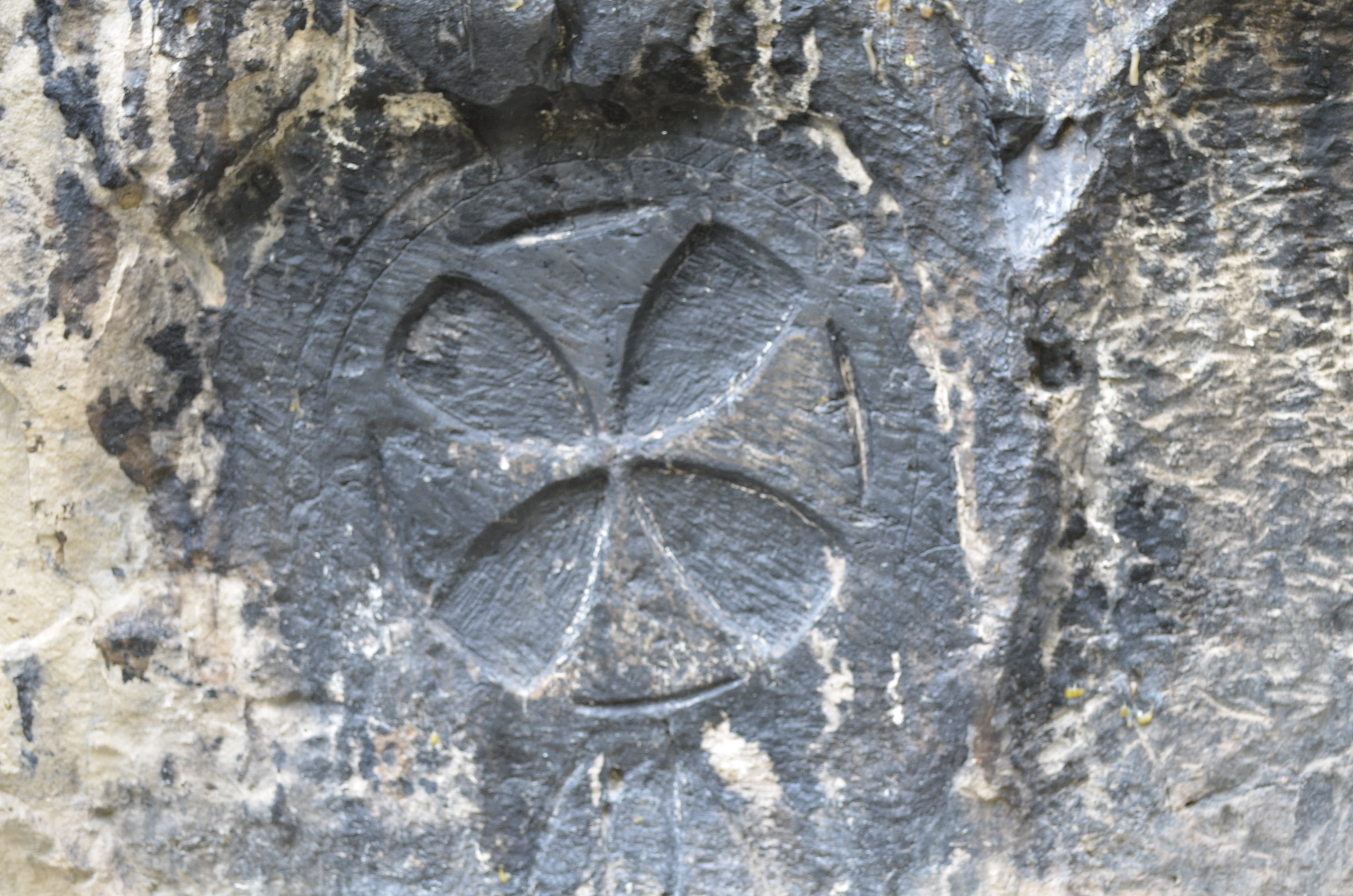
Das am Fuß der Ostseite des Felsens eingravierte, an ein Weihekreuz erinnernde Tatzenkreuz stammt aus dem 5. oder 6. Jahrhundert. Es wird als Bindeglied zwischen christlicher Symbolik und der Bezeichnung der Klippe als „Säule des Lebens“ gedeutet und bezeugt, dass der Felsen bereits im frühen Mittelalter, rund vier Jahrhunderte vor Errichtung des Klosters, eine heilige Stätte war.

Die Kazchi-Säule (alternative Schreibweise: Katskhi-Säule, [kʼɑt͡sχi]; georgisch კაცხის სვეტი kac’xis svet’i) ist eine knapp 40 Meter hohe, frei stehende Kalkstein-Klippe bzw. -Felsnadel nahe dem Dorf Kazchi etwa 5 Kilometer nordwestlich von Tschiatura in der Region (Mchare) Imeretien im Westen Georgiens.

## Geographie und Geologie
Der Felsenturm von Kazchi erhebt sich orographisch links (östlich) oberhalb des Flusses Kazchura, eines orographisch rechten (nördlichen) Nebenflusses der Kwirila in der südlichen Abdachung des Ratscha-Gebirges. Die Geländehöhe am Fuß beträgt ungefähr 620 Meter. Die Klippe ist ein Erosionsrest des Kalksteinplateaus, in das sich die Kazchura schluchtartig eingeschnitten hat. Dieses Plateau gehört zum rechts (nördlich) der Kwirila gelegenen Teil des sogenannten Semo-Imereti-Plateaus, das zusammen mit angrenzenden Krustenbereichen ab dem Pliozän aus dem transkaukasischen Vorlandbecken herausgehoben wurde und sich noch heute in Hebung befindet. Die Kazchi-Säule hat einen annähernd rechteckigen Querschnitt, wobei die vier Seiten ungefähr in die vier Haupthimmelsrichtungen weisen. Dies korrespondiert mit dem Nord-Süd- und Ost-West-Streichen der Klüfte im Gestein. Nord- und Südseite bilden die kurzen Seiten des Rechtecks. Die Klippe verjüngt sich leicht zu ihrem Fuß hin. Die Westseite bildet im oberen Abschnitt einen deutlichen Überhang. Das relative Alter des Kalksteins sowohl der Klippe als auch der steilen Flanken des Kazchura-Tals im Raum Kazchi ist spätkreidezeitlich-frühpaläozän.

## Kloster
Auf dem rund 10 × 15 Meter messenden Gipfelplateau der Klippe befindet sich eine kleine georgisch-orthodoxe Klosteranlage. Sie umfasst eine Kapelle in der Südostecke des Plateaus, deren Grundfläche 4,5 × 3,5 Meter beträgt und unter der sich eine Krypta befindet, sowie ein Wohngebäude mit Weinkeller in der nördlichen Hälfte. Dieses Kloster wurde in seiner ursprünglichen Form wahrscheinlich im 10. Jahrhundert errichtet. Entgegen einer Datierung aus den 1960er Jahren reichen nicht die Wurzeln des Klosters auf dem Plateau, sondern lediglich die Geschichte der unbebauten Klippe als lokales christliches Heiligtum bis ins 5. oder 6. Jahrhundert zurück. Daher gilt es nunmehr als unwahrscheinlich, dass die Klippe vom Säulenheiligen Simeon bewohnt wurde, mit dem sie immer wieder in Verbindung gebracht wurde. Die Überreste dreier Einsiedlerzellen, die in den Ruinen identifiziert wurden, legen stattdessen nahe, dass dort meist mehrere Mönche lebten, ähnlich wie in den Klöstern auf den Klippen von Meteora in Griechenland. Die Kapelle auf dem Plateau trug wahrscheinlich ursprünglich den Namen „Baum des Lebens“, eine Metapher für das Kreuz Jesu, wobei der Ursprung dieses Namens ebenfalls bis mindestens ins 6. Jahrhundert zurückreichen soll. „Säule des Lebens“ wird die Klippe bis heute von der lokalen Bevölkerung genannt.gesamter Absatz nach 
Das ursprüngliche Kloster wurde vermutlich in der Zeit der Eroberung Imeretiens durch die Türken (16. Jahrhundert) aufgegeben. Zu Beginn der sowjetischen Ära Georgiens war es längst zu Ruinen verfallen. Am 29. Juli 1944 wurde die Klippe von einem Team von Bergsteigern, Architekten und Schriftstellern bestiegen. Eine Folge dieser eintägigen Expedition war die Publikation der ersten wissenschaftlichen Beschreibung der Ruinen im Jahr 1946. Von 1999 bis 2005 fanden eingehende systematische archäologische Untersuchungen auf dem Gipfelplateau statt. Nach deren Abschluss wurden im Jahr 2009 die Gebäude mit staatlicher Unterstützung restauriert bzw. wieder aufgebaut und die Kapelle wurde dem Heiligen Maximus Confessor geweiht. In der Krypta unter der Kapelle ruhen die Überreste eines ehemaligen Bewohners, die bei den Grabungsarbeiten in den Ruinen gefunden wurden. Heute ist der Komplex ein nationales Baudenkmal.
Auf dem Gipfelplateau lebte seit den frühen 1990er Jahren der asketische Einsiedler-Mönch Maxime Qawtaradse nach dem Vorbild der mittelalterlichen Bewohner. Nach eigenen Angaben verbrachte er dort die Nächte anfangs in einem alten Kühlschrank. Zwei Mal pro Woche verließ er sein Domizil über eine eiserne Leiter, die im Zuge der archäologischen Erforschung an der Ostseite der Klippe befestigt wurde, um in der neu gebauten Kapelle am Fuß des Felsens, die dem Säulenheiligen Simeon geweiht ist, für seine Anhänger einen Gottesdienst abzuhalten. Über einen Seilzug wurde der Einsiedler von seinen Anhängern mit Wasser und Lebensmitteln versorgt. Mit Ausnahme anderer Geistlicher empfängt er keine Besucher, Frauen ist das Betreten des Gipfelplateaus generell untersagt. Qawtaradse lebte dort nach dem Vorbild spätantik-orientalischer Säuleneremiten (Stylites) und zelebrierte allein die traditionelle „Stylites-Liturgie“. 2015 wurde der Besucheransturm für diesen asketischen Lebensstil zu lebhaft und Qawtaradse stieg herab und wurde Abt des Klosters am Fuß der Kazchi-Säule. Heute klettert nur noch 1–2 Mal pro Woche einer der Mönche aus dem Kloster allein auf die Spitze, um dort die Stylites-Liturgie zu beten, den Weinkeller auf der Spitze zu versorgen und klettert vor Einbruch der Dunkelheit wieder herab.